# Hokusai Manga

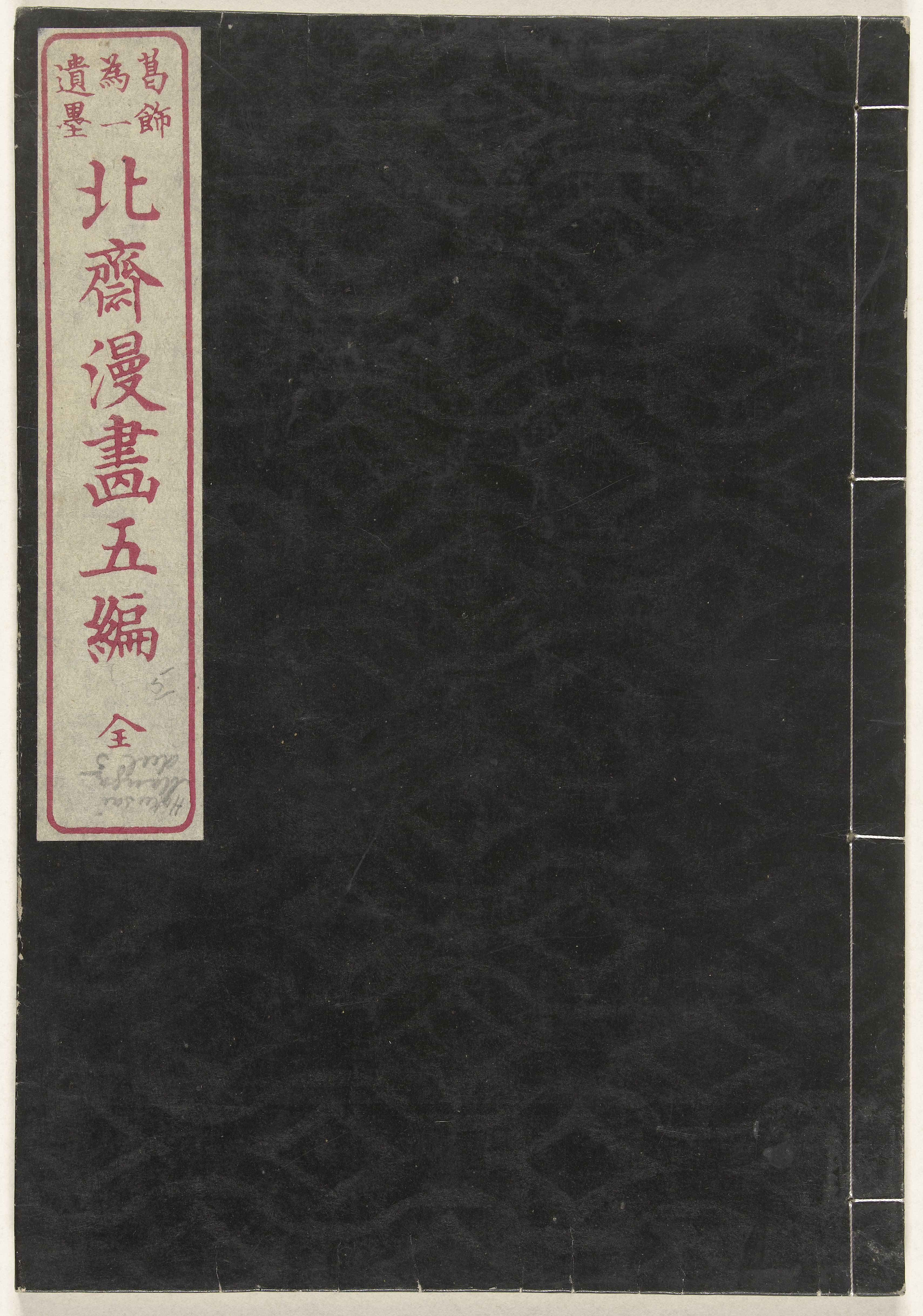
Der Umschlag des 5. Bandes

Die Hokusai Mangas (北斎漫画) sind eine Sammlung von Skizzen über verschiedene Themen des japanischen Künstlers Katsushika Hokusai. Gezeigt werden unter anderem Landschaften, Flora und Fauna, das alltägliche Leben und auch das Übernatürliche. 
Das Wort Manga im Titel bezieht sich nicht auf den eine zusammenhängende Geschichte erzählenden Manga, da die einzelnen Drucke in keinem Zusammenhang zueinander stehen. Mittels Holzschnitts in drei Farben (schwarz, grau und einer blassen Fleischfarbe) gedruckt, beinhalten die Mangas tausende von Einzelbildern in 15 Bänden, von welchen der Erste 1814 erschien. 
Die letzten 3 Ausgaben erschienen posthum, von welchen zwei vom Verleger aus bisher unveröffentlichten Material zusammengestellt wurden. Das letzte Buch wurde aus bereits veröffentlichten Arbeiten erstellt, welche teilweise nicht einmal von Hokusai selbst stammten, und wird von der Kunstwelt überwiegend als nicht authentisch angesehen.

## Hintergründe zur Veröffentlichung
Das Vorwort des ersten Mangas, geschrieben von Hanshū Sanjin (半洲散人), einem kleinen Künstler aus Nagoya, legt nahe, dass Hokusai die Unterstützung seiner Schüler genutzt hat für die Veröffentlichung des Werkes.
Das letzte Buch wird von vielen Historikern als unecht angesehen.

## Ursprung der Arbeiten

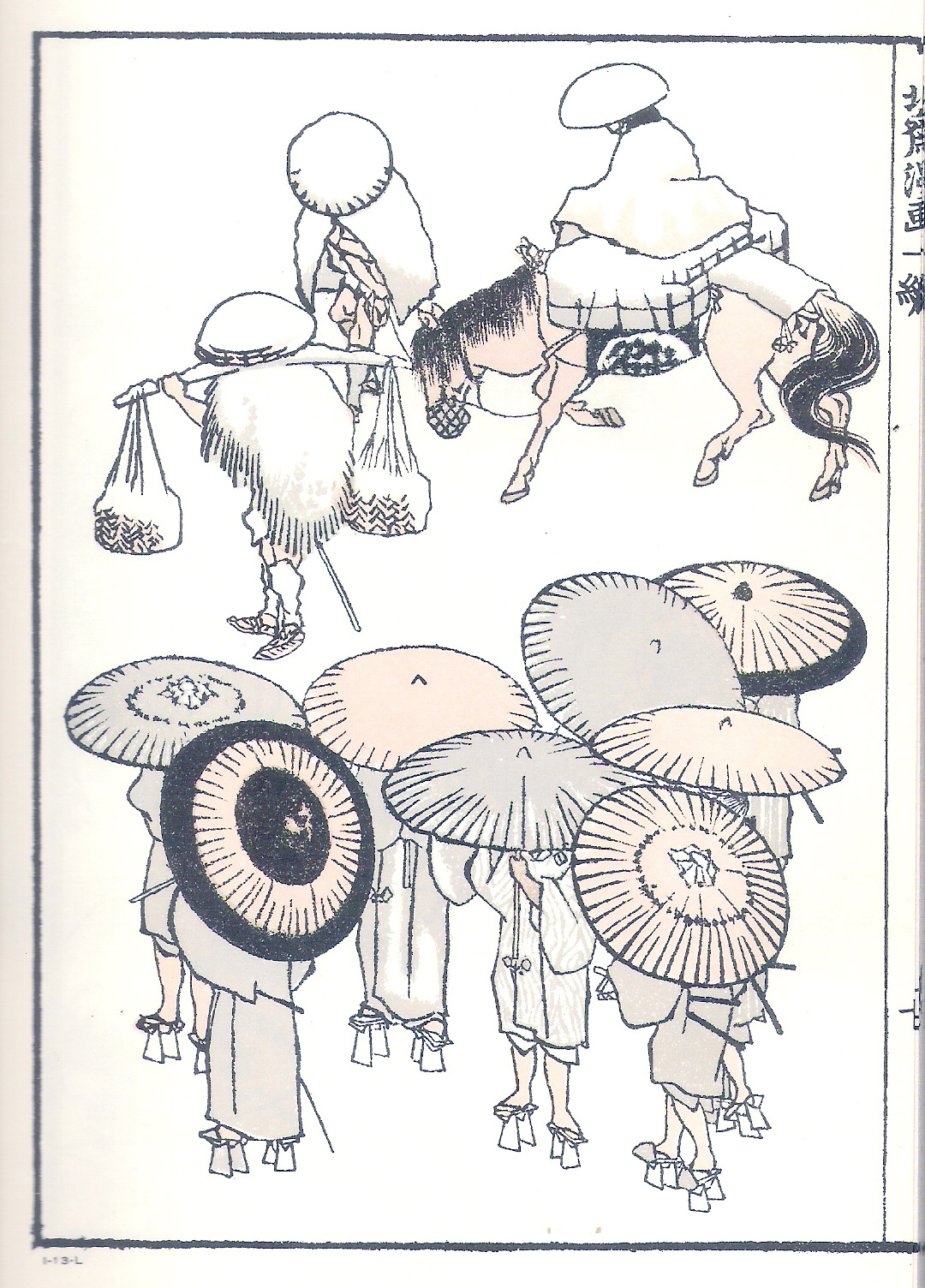
Eine Abbildung aus dem Manga

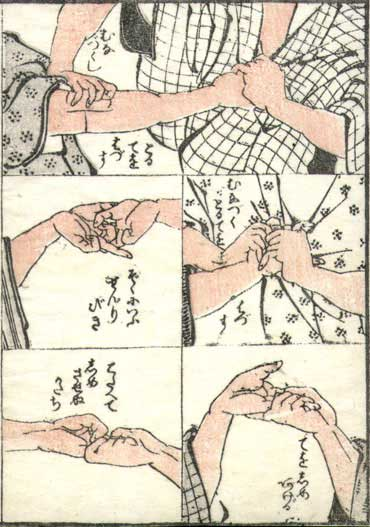
Selbstverteidigungs-Techniken dargestellt im Hokusai Manga

Die konservative Ansicht ist, dass nach dem Auftakt der Produktion, Hokusai sorgfältig die Skizzen ausgewählt und überarbeitet hat, um sie in die heute bekannten Form zu bringen. Michener vertritt jedoch die Ansicht, dass die einzelnen Bilder von den Holzschneidern, und nicht von dem Künstler selbst, zusammengestellt worden sind.(1958:30-34) 

## Einfluss
Der erste Manga (von Hokusai als „Wildgewordener Pinsel“ bezeichnet) war eine Anleitung zum Malen, um ihm aus seiner finanziellen Not zu helfen. Wenig später entfernte er den Text und veröffentlichte es neu. Der Manga zeugt von einer Hingabe an den künstlerischen Realismus in der Darstellung von Menschen und der Natur. Die Arbeit war ein sofortiger Erfolg und Fortsetzungen folgten bald. Die Arbeit wurde in der westlichen Welt bekannt, nachdem Philipp Franz von Siebold einige Arbeiten in sein Nippon: Archiv Zur Beschreibung von Japan aus dem Jahr 1831 einfließen ließ. Die Bücher begannen nach dem Eintreffen Matthew C. Perrys in 1854 in der westlichen Welt zu zirkulieren.